# Zecca di Kremnica
La zecca di Kremnica (in slovacco Mincovňa Kremnica), è una zecca di proprietà dello stato situata a Kremnica, in Slovacchia.
Qui vengono coniate monete per molte nazioni di tutto il mondo, oltre naturalmente alle monete euro slovacche.

## Storia

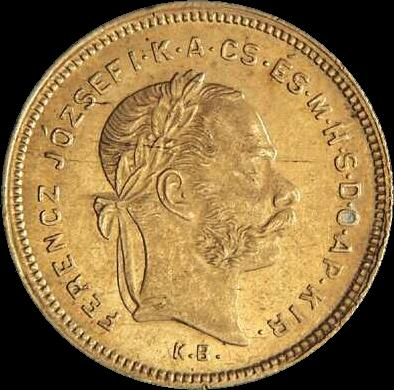
L'ultimo ducato destinato alla circolazione coniato a Kremnica (diritto, 1881).

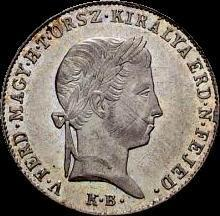
10 krajczár coniato durante la rivoluzione (diritto, 1848).

La Zecca di Kremnica fu fondata nel 1328 quando il re ungherese Carlo Roberto d'Angiò elevò Kremnica a libera città reale, conferendogli il privilegio di battere moneta.
Le prime monete coniate avevano le caratteristiche dei fiorini di Firenze, ma dopo qualche tempo si iniziò a chiamarli ducati dalle parole ..iste ducatus inscritte su una simile moneta che circolava a Venezia.
I ducati di Kremnica, grazie alla costante alta qualità, precisione del peso (3,49 g) e purezza (986 ‰) dell'oro utilizzato, furono considerati la più solida valuta dell'Europa centrale.
Dai documenti disponibili risulta che durante tutta la sua storia, nella zecca di Kremnica sono stati coniati 21,5 milioni di ducati, per un valore complessivo, al prezzo attuale dell'oro, di circa un miliardo di dollari USA (escluso il valore storico/numismatico).
All'inizio del XX secolo la zecca era divenuta obsoleta e molti sollecitavano l'acquisto di nuove attrezzature ed il trasferimento dell'intera produzione a Budapest; tuttavia ciò non accadde fino alla fine della prima guerra mondiale, quando le truppe ceche invasero l'Ungheria settentrionale e il governo Károlyi ordinò di spostare le attrezzature e le scorte di metallo nobile a Budapest. Il governo ungherese iniziò a coniare le prime monete a Csepel, con le vecchie macchine ed i coni consumati, ma anche le monete coniate nel 1922 portano il segno di zecca K B.
Anche il governo cecoslovacco dovette creare una nuova zecca, poiché non molto di più degli edifici era stato lasciati in Kremnica. 
I lavori sui nuovi macchinari iniziò nel 1921. Da allora la Zecca di Kremnica ha prodotto tutte le monete utilizzate dalla Cecoslovacchia e dalla Slovacchia e coniato monete per altri 25 paesi.
Da quando Kremnica è divenuta il sito dell'unica zecca della Cecoslovacchia, il Protettorato ceco (1939-1945) è stato rifornito di monete dalla Germania e la Repubblica Ceca ha fondato una propria zecca.

## Segno di zecca
Il primo segno di zecca sulle monete coniate a Kremnica fu C (per Cremnicium in latino), fu cambiato in K (per Körmöcz in ungherese o Kremnitz in tedesco) sotto Sigismondo e successivamente in K-B (per Körmöcz-Bánya in ungherese o Kremnitz-Bergstadt in tedesco).
Dal 16 giugno 1766, con un decreto di Maria Teresa, i marchi delle zecche dell'Impero austriaco furono uniformati, il nuovo sistema alfabetico mostra l'importanza della zecca di Körmöcbánya che ricevette la lettera B (la zecca di Vienna ricevette la A, la zecca di Praga la C, etc.).
Si tornò al K.B. (per Körmöczbánya) temporaneamente nel 1848-1949 ed infine nel 1868. Il segno di zecca K.B. fu usato anche dopo l'evacuazione della zecca a Budapest fino al 1922. La Mincovňa Kremnica usa le sue iniziali (MK) come marchio di zecca.